# ارجن

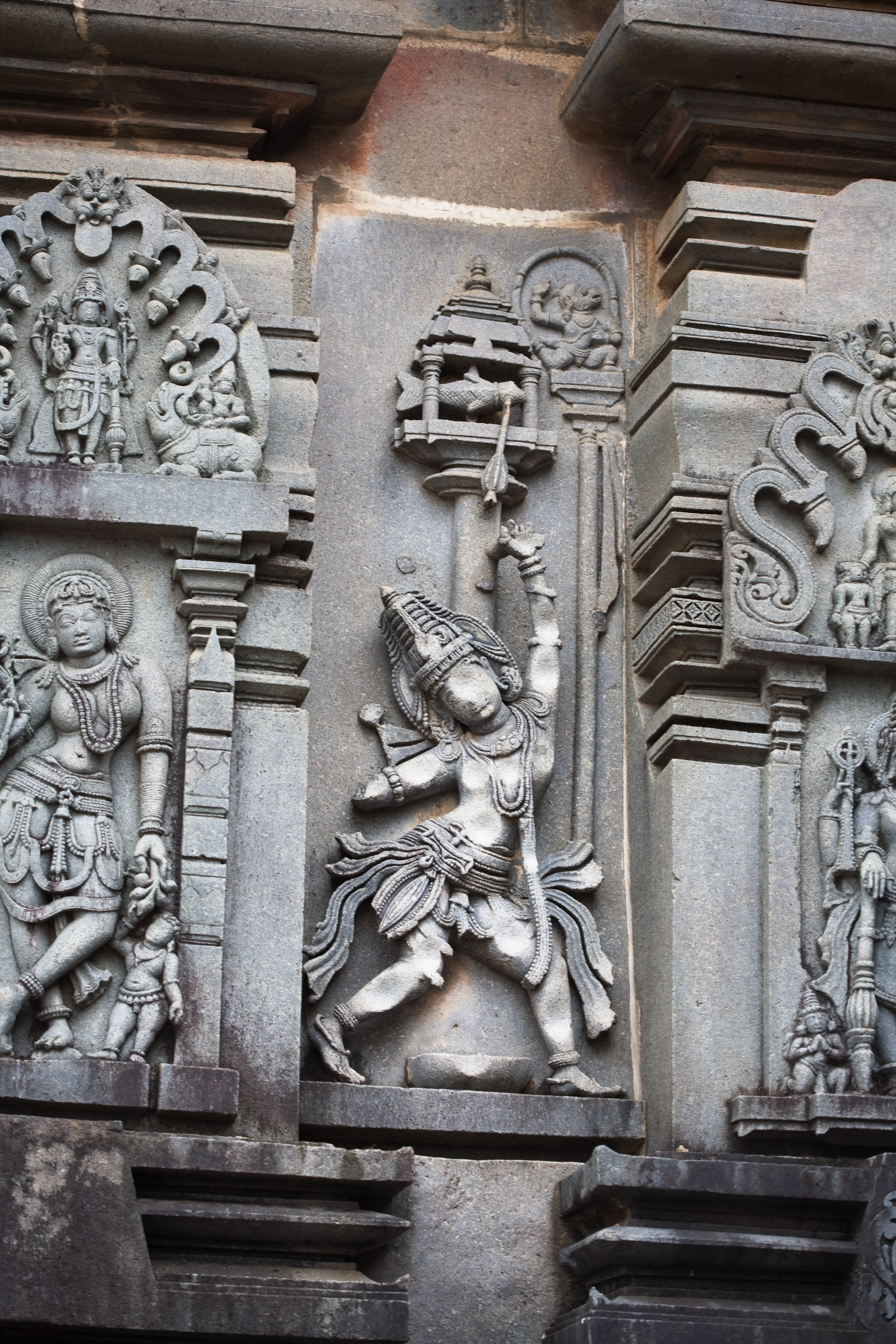
پیکره ارجن در یکی از پرستشگاههای هندو: ارجُن، چشم ماهی زرین را شکافته، دروپدی را به همسریِ خود درآورد.

اَرجُن (که در برخی ترجمه‌ها اَرجونا نامیده شده است) از شخصیت‌های اصلی رزمنامه مهاباراتا و در زمره پاندوان است. نامِ وی به معنی سفید، رخشان یا تابنده است. ارجُن سومین برادر از پاندوان، منسوب به پدر آسمانی ایندرا، و فرزند کنتی است.
در ادبیاتِ هندو، ارجن مقامی شبیه به مقام اسفندیار در ادبیاتِ کهنِ ایران دارد.

## در مهاباراتا
ارجُن، برپایه مهاباراتا، به کارگیری رزم افزارها را از دروناچارج فراگرفت و شاگردِ گرامی، ویژه و چیره دست وی به شمار می رفت؛ چنان که در آزمونی که دروناچارج فراهم کرده بود، از اسونات هامان پسر درون در کمانگیری پیشی گرفت. او با چیره دستی خویش در کمانگیری توانست دروپدی دختر درائوپاد پادشاه پنچال را به همسری خود درآورد.
پس از این که دروپدی به همسری همه برادران پاندو درآمد، پاندوان بنا به پیشنهاد ریشی نراد، برای هر یک از برادران نوبتی قرار دادند؛ و ارجُن، برای دستگیری از برهمنی، این قانون را شکست و دوازده سال به میل خود از خانواده خویش دوری گزید. و طی این مدت بود که از پرسورام دیدن کرد، و از او نیز کمانگیری آموخت.
وی در مدت غربت خویش با الوپی دختر کورویه پادشاه ناگها پیوند نمود و صاحب پسری به نام ایروات شد. وی همچنین با چترانگدا دختر پادشاه مانیپور ازدواج نمود؛ چیترانگدا برای وی پسری به نام ببهروواهن آورد. در ادامه سفر، او به چهار رود مقدس سفر کرد و چهار ایزدبانو را که بنا به طلسمی به شکل سوسمار درآمده بودند، رهایی داد.
ارجُن همچنین در شهرِ دوارکا با کریشنا دیدار کرد، و درآنجا بنا به پیشنهادِ خودِ کریشنا، سوبهدره خواهر او را ربود و با خود به اندرپرست(که در آن زمان هنوز خندوپرست نامیده می شد) بُرد. سوبهدره برای ارجن پسری به نام ابهیمنیو زایید که در جنگ کرکهیت کشته شد.
ارجُن بعداً کمانِ گاندیو را از آگنی دریافت داشت تا با ایندرا نبرد کند و در سوزاندن جنگل کهاندوه به آگنی یاری کرد. وی همچنین شیپوری ویژه از مایا معمار آسورایان دریافت نمود.
ارجُن، پس از تبعید پاندوان، سیزده سال دیگر به همیالایا رفت و در آنجا اسلحه آسمانی از شیوا دریافت داشت. ارجُن در نبردِ کرکهیت نیز حاضر بوده و سردارِ بزرگِ کوروان یعنی بهیشم پسر شانتانو را چنان خسته کرد که از جنگاوری بازماند.
پس از مرگ ارجن، پسرش پریکشت جانشین وی شد.